# Barichneumon teshionis
Barichneumon teshionis là một loài tò vò trong họ Ichneumonidae.